# Giuseppe Carletti (sciatore)
Giuseppe Carletti (22 luglio 1959) è un ex sciatore alpino italiano.

## Biografia
Specialista delle prove tecniche originario di Foppolo, Carletti fu 2º nella classifica di slalom speciale di Coppa Europa nella stagione 1979-1980; ottenne l'unico piazzamento in Coppa del Mondo l'8 dicembre 1981 ad Aprica in slalom gigante (15º) e ai successivi Mondiali di Schladming 1982 nella medesima specialità non completò la gara. Non prese parte a rassegne olimpiche.

## Palmarès

### Coppa del Mondo
- Miglior piazzamento in classifica generale: 100º nel 1982

### Campionati italiani
- 1 medaglia[3]:
  - 1 bronzo (slalom gigante nel 1981)